# Rudolf Degermark
Rudolf Reinhold Degermark, född den 19 juli 1886 i Piteå, död den 21 maj 1960 i Bromma, var en svensk grosshandlare och gymnast.
Rudolf Degermark föddes som utomäktenskapligt barn till pigan Sofia Matilda Nilsson. Modern dog då sonen var endast fyra år och han växte därefter upp som fosterson hos tullvaktmästaren Erik Magnus Degermark, vars efternamn han alltså också fick. Efter skolgång i Piteå och studier vid Påhlmans handelsinstitut arbetade han först för Strömma bomullsspinneri och sedan för textilfirman Werner & Carlström i Göteborg innan han 1918 etablerade en egen grossiströrelse för strumpor. Detta företag, vilket 1938 blev aktiebolag, skulle han komma att göra till det största i sin bransch i Sverige.
Degermark deltog som ung vid Olympiska spelen 1908 i London och blev som sådan delaktig i den svenska gymnastiktruppens kollektiva guldmedalj. Han turnerade också med KFUK-KFUM:s elittrupp i gymnastik.
Rudolf Degermark var från 1921 gift med Inga Almström med vilken han fick barnen Ing-Marie, Torsten och Rolf. Torsten Degermark övertog driften av faderns företag och blev även far till Pia Degermark.